# Girondelle
Girondelle je francouzská obec v departementu Ardensko v regionu Grand Est. V roce 2014 zde žilo 144 obyvatel.

## Poloha obce
Sousední obce jsou: Auvillers-les-Forges, Estrebay, Éteignières, Flaignes-Havys, Champlin a Maubert-Fontaine.

## Vývoj počtu obyvatel
Počet obyvatel